# Synarmadilloides congolensis
Synarmadilloides congolensis là một loài chân đều trong họ Eubelidae. Loài này được Ferrara miêu tả khoa học năm 1975.